# Castillo de Cañete la Real

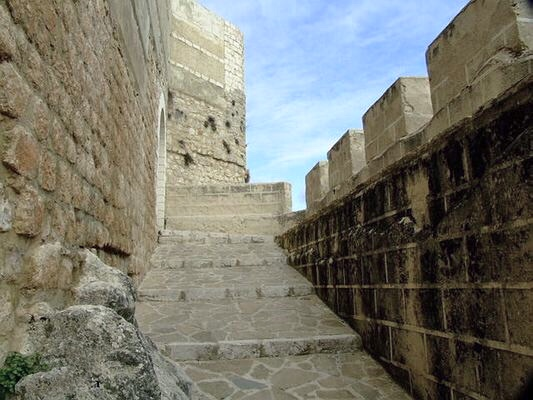
Rampa de acceso al recinto

El castillo de Cañete la Real, también llamado castillo de Hins-Canit y Hisn Qannit, se encuentra situado en el núcleo urbano del municipio de Cañete la Real, en la provincia de Málaga (España). Se levanta sobre un cerro situado al suroeste de la localidad a unos 801 m s. n. m. Desde el castillo se puede observar una amplia vista del pueblo y de la comarca. Se encuentra actualmente inmerso en un largo proceso de restauración. La entrada al castillo es gratuita.

## Descripción
La fortaleza abarca una superficie aproximada de 3.600 m². Su forma es irregular, adaptándose al cerro donde se sitúa. Su flanco suroeste está además defendido por un profundo barranco rocoso que actúa como foso natural. Su acceso está situado en el lado sudeste, al que se llega mediante una empinada rampa en recodo.
Le entrada da paso a un patio distribuidor de forma triangular situado en el extremo sudeste desde el que se accede a la amplia plaza de armas, situada en una cota más alta, donde se pueden ver los restos de varias dependencias, además de la torre del homenaje, totalmente restaurada, de 10,5x10,5 metros de lado. La fortaleza contaba con dos aljibes, de los cuales quedan los restos. Uno de ellos, de forma octogonal, se encuentra junto a las dependencias. El otro, rectangular y con bóveda de cañón, está situado en el extremo noroeste del recinto.
Su fábrica es de tapial sobre base de mampuesto. En la restauración llevada a cabo recientemente han respetado los elementos y materiales originales, ya que hay tramos de muralla sin restaurar donde se ve una fábrica enteramente de mampuesto, con paramentos rellenos de tierra y cascotes. Es posible que las distintas reparaciones llevadas a cabo a lo largo de su agitada historia hayan hecho que se utilizasen distintos métodos constructivos.

## Historia
El origen de esta fortaleza musulmana se remonta al siglo IX. El nombre del pueblo y del castillo proviene de la palabra de origen árabe Qanit que significa "caños". Tuvo una gran importancia estratégica durante la revuelta de los muladíes contra el Califato de Córdoba, convirtiéndose en un bastión del caudillo rebelde Omar ibn Hafsún. El caudillo bereber Awsaya Ibn Al-Jali al convertirse al cristianismo convirtió la fortaleza en un bastión de resistencia mozárabe hasta que fue tomada por las fuerzas musulmanas en el año 906, quienes dotaron a la fortaleza de una guarnición para que se evitasen nuevas revueltas.
Hacia el año 1330 fue tomada por el rey castellano Alfonso XI, que le devolvió al pueblo el título de Real que anteriormente le había concedido el rey visigodo Witiza. En 1368 fue recuperada por las tropas del emir de Granada. En 1407 volvió de nuevo a manos catellanas, reconquistada por el hijo del Maestre de Santiago, Gómez Suárez de Figueroa, aprovechando que la fortaleza estaba protegida por una pequeña guarnición. En el año 1480 es conquistada nuevamente por los musulmanes procedentes de Ronda, pero en 1482 cayó definitivamente en manos castellanas. Posteriormente la fortaleza fue entregada a la Casa de Osuna. Desde entonces el abandono durante siglos de la fortaleza ha dañado gravemente toda su estructura.